# 越来朝村
越来 朝村（ごえく ちょうそん、嘉靖32年（1553年） - 万暦41年（1613年））は、琉球王国第二尚氏王統の王族。第三代国王尚真の第四王子尚龍徳の長男。唐名は向恭安、大和名は越来按司朝村、童名は小樽金、號は華屋。

## 概要
琉球王国第二尚氏王統第三代国王尚真の第四王子尚龍徳の長男。嘉味田殿内の二世。尚清王七男尚宗賢・伊江王子朝義の長女を娶る。万暦年間、島添大里間切総地頭職、後に摩文仁間切総地頭職。万暦24年（1596年）父朝福の越来間切層地頭職を継ぐ。

## 系譜
- 父：尚龍徳・越来王子朝福　（嘉味田殿内元祖）
- 母：佐司笠按司加那志

- 室：眞鶴金・君辻按司加那志（1562-1630）（尚清王七男尚宗賢・伊江王子朝義（伊江御殿一世）長女）
  - 長男：向成名・喜屋武按司朝重
    - 孫：向良翰・喜屋武按司朝古

  - 次男：向成章・屋良按司朝久（屋良家祖）
    - 孫（長男）：向思忠・朝休（平民に落とされる。西原親方を追号[2]）
    - 孫（次男）：冨茂昌・新田親方宗則（朝則、尚豊王夫人・真南風按司の養子として継出）
    - 孫（三男）：向思泰・屋良按司朝林